# Hiller Aircraft Company
Hiller Aircraft Company venne fondata nel 1942 come Hiller Industries da Stanley Hiller per lo sviluppo di elicotteri.

## Storia
Stanley Hiller, diciassettenne, stabilì la prima fabbrica di elicotteri a Berkeley (California), nel 1942, sotto il nome di "Hiller Industries,"  per sviluppare il modello a rotore coassiale XH-44 "Hiller-Copter" per l'U.S. Army. Divenne operativo nel 1944. Con il socio Henry John Kaiser, la società divenne United Helicopters nel 1945.  Nel secondo dopoguerra produssero diversi elicotteri militari e civili, convenzionali e non convenzionali. Nel gennaio 1949, un Hiller 360 affrontò la prima trasvolata degli USA. Accanto agli elicotteri Stanley Hiller sviluppò un velivolo a decollo verticale biposto a razzo chiamato VJ-100, offrendolo alle forze armate americane che però non rimasero interessate.
La società venne rinominata Hiller Helicopters nel 1948. Dal 1960 al 1969 la sede di Palo Alto servì la CIA segretamente per la produzione dei satelliti CORONA reconnaissance satellites. Hiller venne comprata dalla Fairchild Aircraft nel 1964. Jeff Hiller e il figlio Stanley Hiller, ricomprarono la società nel 1994 con altri investitori con a capo Patrick C. Lim, della Siam Steel e altri soci asiatici. Nel 2009, la Hiller (China) Aircraft Manufacturing Company inizia la costruzione di una sede a Zhangjiakou City. La società è una joint-venture tra Hiller Aircraft Corporation, Zhangjiakou Chahar General Aviation Company.

## Velivoli Hiller
- Hiller XH-44
- Hiller X-2-235
- Hiller J-5
- Hiller UH-4 "Commuter"
- Hiller UH-5B "Rotormatic"
- Hiller UH-12 (HTE-1, OH-23)
- Hiller HH-120 "Hornet"
- Hiller HJ-1
- VZ-1 Pawnee "Flying Platform"

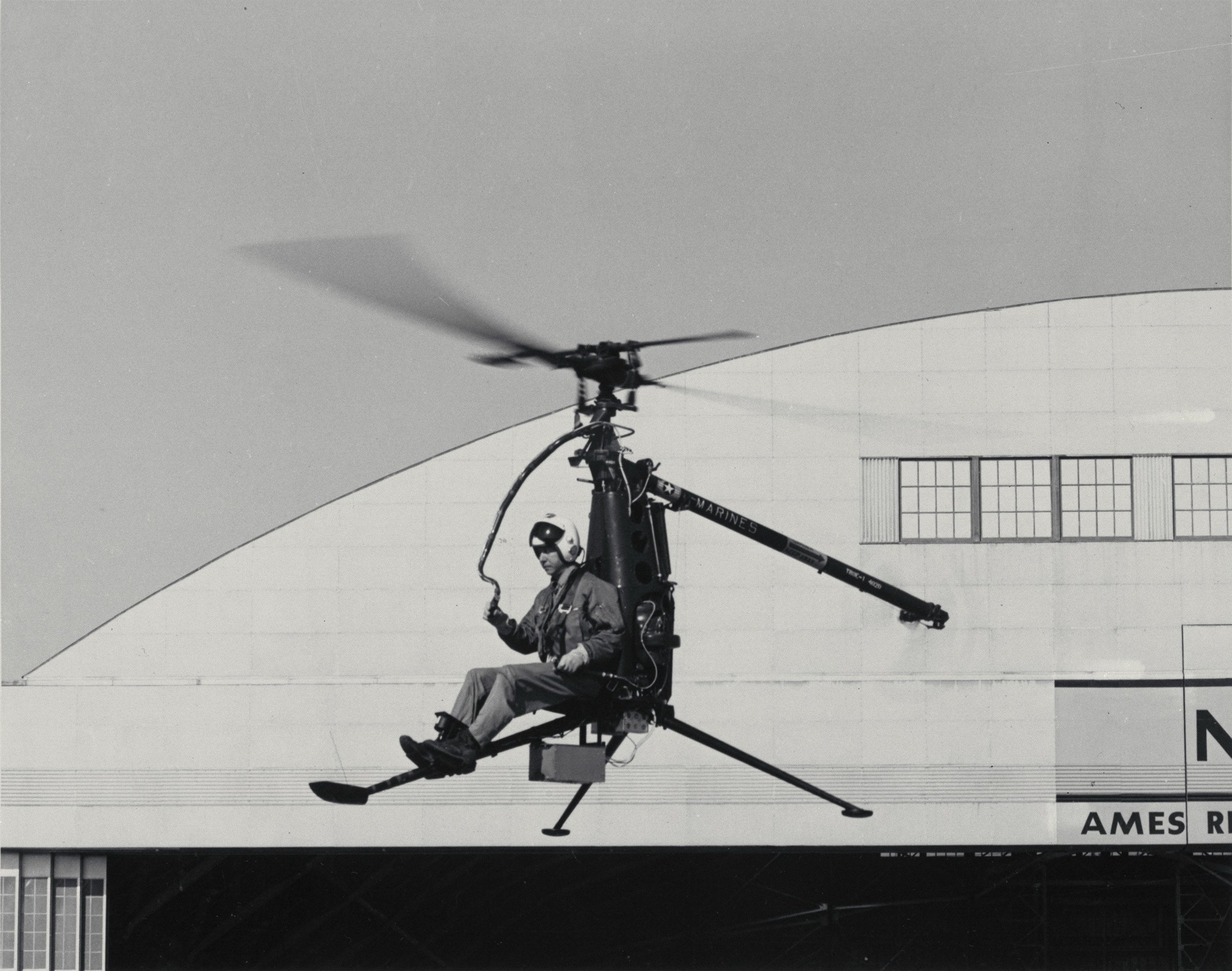
Hiller YROE-1 one-man "Rotorcycle" testato dalla NASA al Ames Research Center nel 1956

- YH-32 Hornet (YH-32, HOE-1, YH-32 ULV)
- Hiller autogyro
- Hiller ROE-1 / YROE-1 "Rotorcycle"
- Hiller X-18
- Hiller Ten99
- Hiller VJ-100 biposto VTOL a razzo
- Hiller VXT-8
- Fairchild Hiller FH-1100

## Museo
Stanley Hiller donò denaro e alcuni velivoli per creare il museo Hiller Aviation Museum a San Carlos (Contea di San Mateo), aperto nel 1998.